# 小行星7945
小行星7945（英語：7945 Kreisau）是一颗围绕太阳公转的小行星。1991年9月13日，佛蒙特·伯根、卢茨·D·施耐德在陶腾堡发现了此天体。
这颗小行星的绝对星等为321.5495491491118等。